# Irina Cháshchina
Irina Víktorovna Cháshchina (Ири́на Ви́кторовна Ча́щина, en algunos lugares transcrito erróneamente como Tchachina) (nacida en Omsk, Rusia, en 1982) es una ex gimnasta rítmica profesional que ganó la medalla de plata en los Juegos Olímpicos de Atenas 2004 en modalidad individual con una puntuación de 107.325 puntos. En esas Olimpiadas el primer puesto sería para Alina Kabáyeva y el bronce para Anna Bessonova. En 2005 ganaría el Campeonato de Europa de Moscú. En los Goodwill Games (Juegos de Buena Voluntad) de 2001, celebrados en Brisbane (Australia), fue oro en pelota, mazas y cuerda, y plata en el concurso individual y aro. Irina y su compañera de equipo, Alina Kabáyeva dieron positivo en un diurético prohibido (furosemida), por lo que fueron sancionadas un año sin competir y se les quitaron esas medallas y las de los meses posteriores, incluyendo las logradas en el Mundial de Madrid.
Sus entrenadoras fueron Vera Shteilbaums, Elena Arais e Irina Víner. Los medios suelen destacar habitualmente su flexibilidad, elegancia y potencia en el salto. Entrenaba 12 horas al día (con un día libre por la tarde) en el club CSKA de Moscú. 
Habla ruso, inglés y un poco de italiano. Sus aparatos favoritos eran el aro y pelota. Actualmente es vicepresidenta de la Federación Rusa de Gimnasia Rítmica.